# Haro 30
Haro 30 (Mrk 650, IC 3600) је лентикуларна галаксија у сазвјежђу Береникина коса која се налази на листи објеката дубоког неба у Индекс каталогу.
Деклинација објекта је + 27° 7' 46" а ректасцензија 12h 37m 41,0s. Привидна величина (магнитуда) објекта IC 3600 износи 14,9 а фотографска магнитуда 15,9. IC 3600 је још познат и под ознакама MCG +5-30-41, CGCG 159-35, KUG 1235+274, NPM1G +27.0371, PGC 42161.